# 여섯 개의 시선
"여섯 개의 시선"은 2003년에 개봉한 대한민국의 영화이다. 국가인권위원회에서 제작한 인권을 소재로 한 옴니버스 영화 시선 시리즈 중 첫번째 작품이다.

## 구성
- "횡단" - 서울 시내 세종대로를 목발을 짚고 절뚝거리는 장애인 남성. 마비 배우 김문주와 장애인 극단 활에 대한 이야기. 여균동 감독.
- "바람난 남자" - 과거 성범죄자였던 남자가 이웃들에게 외면당한다. 성범죄자의 인권에 대한 의문을 제기한다. 정재은 감독.
- "그녀의 무게" - 한 고등학생이 바람직하지 못한 외모 때문에 직업을 구하려고 고군분투해야 한다. 여성에 대한 차별을 다룬다. 임순례 감독.
- "얼굴값" - 외모 지상주의 한국 사회에서 구직자들이 외모로 평가받는 직업 환경을 묘사한다. 박광수 감독.
- "혀" - 영어를 잘하기 위해 혀 수술을 받는 아이를 통해 한국 부모들의 극단적인 교육열이 드러난다. 박진표 감독.
- "N.E.P.A.L.: 끝나지 않는 평화와 사랑" - 한국인으로 오인받아 정신병원에서 6년을 보낸 네팔 여성 찬드라의 이야기. 찬드라 쿠마리 구룽의 실화를 바탕으로 한다.[1] 한국에 있는 외국인 노동자의 인권을 다룬다. 박찬욱 감독.

## 캐스팅
- 조선경 : 선경 역
- 이설희 : 설희 역
- 전하은 : 꼬마 역
- 백종학 : A씨 역
- 변정수 : 엄마 역
- 김문주 : 문주 역
- 이영희 : 어머니 역
- 황오연 : 아버지 역
- 전은혜 : 여동생 역
- 김세동 : 의사 역
- 동효희 : 엄마 역
- 김수희 : 아이 역
- 지진희 : 운전자 역
- 정애연 : 주차 매표 요원 역
- 라마 칸찬 마야 : 찬드라 꾸마리 구릉 - 서울 역
- 찬드라 꾸마리 구릉 : 찬드라 꾸마리 구릉 - 네팔 역
- 케이피 시토우라 : 네팔 사업가 역
- 오달수 : 파출소장 역
- 정석규 : 김 경장 역
- 이진숙 : 담임 선생님 역
- 배장수 : 영어교사 역
- 주진모 : 취업담당 선생님 역
- 임순례 : 담임교사 역
- 강희철 : 친구 역
- 하민아 : 여자친구 역
- 손희태 : 단란주점 아가씨 역
- 김미희 : 편의점 알바녀 역
- 김지현 : 간호사 역
- 이은경 : 단역 역
- 이지현 : 간호사 2 역
- 조연호 : 주민 4 역
- 곽도원 : 역도부 감독 역
- 김정석
- 정운선
- 정영섭
- 정보훈 : 여고생 역

## 같이 보기
- 다섯 개의 시선
- 세번째 시선
- 시선 1318
- 시선 너머
- 어떤 시선
- 시선 사이